# Фидлер, Иван Иванович
Иван Иванович Фидлер (нем. Fiedler; варианты имени: Фидлинг, Фидлер (старший), Ив. Ив. Фнулер; 1864 — 2 сентября 1934, Париж) — крупный домовладелец, директор реформатского реального училища Фидлера в Москве; отец Георгия Фидлера и Ивана Фидлера (младшего).

## Биография
Иван Фидлер окончил Императорское Московское техническое училище (ныне МВТУ) и получил специальность "инженер-технолог".
В конце XIX - начале XX века Фидлер стал владельцем и директором «реформатского» Московского реального училища Фидлера на Чистых прудах (ул. Жуковского, 16/5). Кроме того, он был членом Императорского общества для содействия русскому торговому мореходству.

Когда в начале 1905 года я оказался преподавателем математики в старших классах реального училища Ивана Ивановича Филлера, что в Москве на Чистых Прудах, то застал там непривычную и довольно неожиданную атмосферу — ультралевую… Сам директор и владелец училища Иван Иванович Фидлер, красивый и представительный блондин чрезвычайно барственного и буржуазного вида, тоже считал себя чрезвычайно левым, я полагаю, больше «за компанию». На самом деле это был человек, любящий широко и вкусно пожить, большой делец и крупный домовладелец в Москве, не без налёта лёгкого аферизма. Денег, впрочем, у него большею частью не бывало, но всегда были планы, проекты, и всегда он как-то выкручивался. Помню, как раз у него был кризис: учителям не платил и даже у кого-то из них занял денег, и на всех лестницах его дома сторожили бесчисленные кредиторы, и бедный Иван Иванович сидел в своей огромной квартире как в «бесте» или в осаждённой крепости, но и в этот осадный период он как-то изловчился купить ещё новый дом у Красных Ворот.— Л.Л. Сабанеев, Воспоминания о России (2005)

Ив.Ив. Фидлер мне очень хорошо знаком. Это подозрительная личность, промышлявшая постройкой домов, а теперь играет в революцию. Он очень противен своими жульническими глазами на розовом лице... Он спекулировал на домах, а запутавшись, перевёл имущество на имя жены и подрядчиков. Он стал разрешать в своём учебном заведении митинги учащихся средних учебных заведений, а на сей раз у него собрались заправские революционеры.— из воспоминаний московского предпринимателя Алексея Вишнякова

Директор этого училища, добрейший Иван Иванович Фидлер, был популярной в Москве фигурой - настроен он был либерально, даже радикально, но революционером не был. Но в те дни даже либералы чувствовали себя - а иногда и вели себя - революционерами. У него были всегда самые дружеские отношения с молодёжью - и молодёжь любила его. Теперь он
охотно отдал ей свой дом, по отношению к собиравшимся у него дружинникам вёл себя, как гостеприимный хозяин.— В.М. Зензинов, Пережитое (1953)
В 1905 предоставил здание училища в распоряжение революционных партий. В результате кровопролитного разгрома училища — ставшего прологом к массовому вооружённому восстанию в Москве — был ранен и арестован; просидел несколько месяцев в Бутырке.

В 9 часов вечера дом Фидлера был окружён войсками.
Вестибюль сейчас же заняла полиция и жандармы. Вверх шла широкая лестница. Дружинники расположились в верхних этажах — всего в доме было четыре этажа. Из опрокинутых и наваленных одна на другую школьных парт и скамей была устроена внизу лестницы баррикада. Офицер предложил забаррикадировавшимся сдаться. Один из начальников дружины, стоя на верхней площадке лестницы, несколько раз спрашивал стоявших за ним, желают ли они сдаться — и каждый раз получал единодушный ответ: «Будем бороться до последней капли крови! лучше умереть всем вместе!» Особенно горячились дружинники из Кавказской дружины. Офицер предложил уйти всем женщинам. Две сестры милосердия хотели было уйти, но дружинники им это отсоветовали. «Всё равно вас на улице растерзают!» — «Вы должны уйти», — говорил офицер двум юным гимназисткам. — «Нет, нам и здесь хорошо», — отвечали они, смеясь. — «Мы вас всех перестреляем, лучше уходите», — шутил офицер. — «Да ведь мы в санитарном отряде — кто же будет раненых перевязывать?» «Ничего, у нас есть свой Красный Крест», — убеждал офицер. Городовые и драгуны смеялись. Подслушали разговор по телефону с Охранным Отделением. — «Переговоры переговорами, а всё-таки всех перерубим».
В 10.30 сообщили, что привезли орудия и наставили их на дом. Но никто не верил, что они начнут действовать. Думали, что повторится то же самое, что вчера было в «Аквариуме» — в конце концов, всех отпустят. — «Даём вам четверть часа на размышление, — сказал офицер. — Если не сдадитесь, ровно через четверть часа начнём стрелять». — Солдаты и все полицейские вышли на улицу. Сверху свалили ещё несколько парт. Все встали по местам. Внизу — маузеры и винтовки, выше — браунинги и револьверы. Санитарный отряд расположился в четвёртом этаже.
Было страшно тихо, но настроение у всех было приподнятое. Все были возбуждены, но молчали. Прошло десять минут. Три раза проиграл сигнальный рожок — и раздался холостой залп из орудий. В четвёртом этаже поднялась страшная суматоха. Две сестры милосердия упали в обморок, некоторым санитарам сделалось дурно — их отпаивали водой. Но скоро все оправились. Дружинники были спокойны. Не прошло и минуты — и в ярко освещённые окна четвёртого этажа со страшным треском полетели снаряды. Окна со звоном вылетали. Все старались укрыться от снарядов — упали на пол, залезли под парты и ползком выбрались в коридор. Многие крестились. Дружинники стали стрелять как попало. С четвёртого этажа бросили пять бомб — из них разорвались только три.
Одной из них был убит тот самый офицер, который вёл переговоры и шутил с курсистками. Трое дружинников были ранены, один — убит. После седьмого залпа орудия смолкли. С улицы явился солдат с белым флагом и новым предложением сдаться. Начальник дружины опять начал спрашивать, кто желает сдаться. Парламентёру ответили, что сдаваться отказываются.
Во время 15-ти минутной передышки И. И. Фидлер ходил по лестнице и упрашивал дружинников: — «Ради Бога, не стреляйте! Сдавайтесь!» — Дружинники ему ответили: — «Иван Иванович, не смущайте публику — уходите, а то мы вас застрелим». — Фидлер вышел на улицу и стал умолять войска не стрелять. Околоточный подошёл к нему и со словами — «мне от вас нужно справочку маленькую получить» — выстрелил ему в ногу. Фидлер упал, его увезли (он остался потом хромым на всю жизнь — это хорошо помнят парижане, среди которых И. И. Фидлер жил, в эмиграции, где и умер).
Опять загрохотали пушки и затрещали пулемёты. Шрапнель рвалась в комнатах. В доме был ад. Обстрел продолжался до часу ночи.
Наконец, видя бесполезность сопротивления — револьверы против пушек! послали двух парламентёров заявить войскам, что сдаются. Когда парламентеры вышли с белым флагом на улицу, пальба прекратилась. Вскоре оба вернулись и сообщили, что командующий отрядом офицер дал честное слово, что больше стрелять не будут, всех сдавшихся отведут в пересыльную тюрьму (Бутырки) и там перепишут. К моменту сдачи в доме оставалось 130—140 человек. Человек 30 главным образом рабочие из железнодорожной дружины и один солдат, бывший в числе дружинников — успели спастись через забор. Сначала вышла первая большая группа — человек 80-100. Оставшиеся спешно ломали оружие, чтобы оно не досталось врагу — с размаху ударяли револьверами и винтовками о железные перила лестницы. На месте найдены были потом полицией 13 бомб, 18 винтовок и 15 браунингов.

Часть сдавшихся была зарублена уланами. Приказ отдал корнет Соколовский, и если бы не остановивший бойню [офицер] Рахманинов, то едва ли кто-нибудь уцелел. Тем не менее многие фидлеровцы получили увечья, а около 20 человек были зарублены. Небольшой части дружинников удалось бежать. Впоследствии 99 человек были преданы суду, но большинство из них — оправданы.— В.М. Зензинов, Пережитое (1953)
Бежал из под залога.

В камеру, куда [Ивана Фидлера] посадили, он пригласил своего знакомого художника, и тот написал маслом его портрет — сидит Иван Иваныч на тюремной койке в жёлтых ботинках и розовой сорочке… Его скоро выпустили под залог, обязав невыездом… до суда. Чтобы внести залог, он заложил свой дом по второй закладной. Портрет им был вставлен в раму, украшенную осколками той шрапнели, которая пробила стену его дома. Одним словом, весь этот эпизод был «художественно оформлен» и революционно преподнесён. Вскоре он, однако, вовсе исчез из России, несмотря на залог и на подписку о невыезде. Когда дело было назначено к слушанию, выяснилось, что залоговая квитанция, которую он внёс в прокуратуру, была «липовая», — и прокурор с товарищами заплатили десять тысяч рублей из своих карманов. Казалось бы, тут что-то не совсем «увязывается» с моральным кодексом — но я отлично помню, что никто из знавших обстоятельства дела тогда не осуждал Ивана Ивановича — напротив, все были в полном восторге, как он провёл «царских чиновников» и «царский суд».— Л.Л. Сабанеев, Воспоминания о России (2005)
Эмигрировал в 1906 году в Швейцарию. Совместно с Николаем Ге (младшим), организовал в Женеве (пригород Жюсси) школу для детей русских эмигрантов.

С 1 сентября [1907] открывается в живописных окрестностях Женевы свободная русская школа… Школа будет с интернатом для мальчиков и девочек. Отсутствие отметок, работы в саду и огороде, игры на воздухе в парке, экскурсии в исторически интересные и красивые окрестности, водяной и зимний спорт — всё это дополняет физическое и умственное образование, которое даётся детям на чисто научных началах по лучшим методам преподавания.— газета «Прикамский край», 8 августа 1907 года
Затем (возможно, уже в конце 1908 года) переехал в Париж, где с частью старых преподавателей и учеников открыл «русскую гимназию». Бывал в Ницце. Похоронен на кладбище Банье.

## Семья
Жена: Р. Э. Фидлер («весьма состоятельная женщина», официальная владелица здания училища — «дома госпожи Фидлер»).
Сыновья: 
- Георгий Фидлер (1900—1983) — религиозный деятель.
- Иван Фидлер (младший, 1890—1977) — архитектор, общественный деятель, масон.